# 임피리얼 팰리스 호텔
그랜드 머큐어 임피리얼 팰리스 서울 강남 호텔(Imperial Palace Hotel)은 서울특별시 강남구 논현동에 있는 비즈니스 호텔이다. 특1급이며, 객실 430실 및 기타 부대시설로 이루어져 있다. 

## 역사

### 호텔 아미가 (1989년 ~ 2005년)
1989년 9월 15일, 현재의 위치에 '호텔 아미가'라는 이름으로 처음 개관하였다. 당시 강남 지역의 주요 특급 호텔 중 하나로 자리매김했다.

### 임피리얼 팰리스 서울 (2005년 ~ 2024년)
https://www.imperialpalace.co.kr/
2005년, 호텔은 '임피리얼 팰리스 서울(Imperial Palace Seoul)'이라는 독자 브랜드로 리브랜딩하였다. 유럽풍의 고전적인 인테리어와 서비스를 특징으로 내세우며, 약 19년간 국내 독립 호텔 브랜드로서 명성을 쌓았다.

### 그랜드 머큐어 임피리얼 팰리스 서울 강남 (2024년 ~ 현재)
https://www.grandmercureimperialpalace.com/
2023년 말부터 약 3개월간의 대규모 리노베이션 공사를 진행하였다. 2024년 3월, 글로벌 호텔 체인인 아코르와 프랜차이즈 계약을 맺고 '그랜드 머큐어 ' 브랜드로 공식 재개관하였다. 이 리브랜딩을 통해 호텔은 아코르의 예약망과 멤버십 프로그램(ALL - Accor Live Limitless)에 편입되었다. 

## 건축 및 디자인
호텔의 인테리어는 유럽 고전주의 양식을 기반으로 설계되었으며, 로비를 비롯한 공용 공간과 객실 내부에 고가구 및 예술 작품을 배치한 것이 특징이다. 이는 임피리얼 팰리스 시절부터 이어져 온 호텔의 정체성으로, 리노베이션 과정에서도 기존의 디자인 콘셉트를 현대적으로 재해석하여 유지하였다.

## 주요 시설

### 객실
총 412개의 객실과 스위트룸으로 구성되어 있다. 객실은 비즈니스 고객을 위한 디럭스, 이그제큐티브 룸부터 장기 투숙객을 위한 스위트까지 다양한 유형을 갖추고 있다.
- 디럭스 더블 / 트윈
- 이그제큐티브 더블 / 트윈
- 코너 스위트
- 듀플렉스 스위트
- 로열 스위트

### 식음료 업장
- 뷔페 패밀리아
- 카페 델마르
- 천산 (Cheon San): 중식당
- 클럽 임피리얼 라운지: 라운지 및 바

### 기타 시설
- 피트니스 클럽 및 실내 수영장
- 스파 및 사우나
- 그랜드 볼룸: 대연회장
- 미팅 룸: 중소 규모의 회의 공간
- 비즈니스 센터

## 대중문화 속의 호텔
임피리얼 팰리스 시절부터 독특하고 화려한 인테리어 덕분에 다수의 대한민국 TV 드라마 촬영 장소로 활용되었다. 대표적인 작품으로는 다음과 같다.
- 《궁》 (2006)
- 《아가씨를 부탁해》 (2009)
- 《마이 프린세스》 (2011)
- 《시크릿 가든》 (2011)
- 《세상 어디에도 없는 착한남자》 (2012)

## 교통
- 서울 지하철 7호선 학동역
- 서울 지하철 9호선 언주역
- 인근에 다수의 시내버스 노선이 경유한다.